# Symbolic
Symbolic — шостий студійний альбом гурту Death. Виданий 21 березня 1995 року випущений лейблом Roadrunner Records. Загальна тривалість композицій становить 50:38. Альбом мав зсув у бік мелодійного дез-металу, але зберігаючи при цьому елементи технічного дез-металу.

## Список пісень
| #     | Назва               | Тривалість |
| ----- | ------------------- | ---------- |
| 1.    | «Symbolic»          | 6:33       |
| 2.    | «Zero Tolerance»    | 4:48       |
| 3.    | «Empty Words»       | 6:22       |
| 4.    | «Sacred Serenity»   | 4:27       |
| 5.    | «1,000 Eyes»        | 4:28       |
| 6.    | «Without Judgement» | 5:28       |
| 7.    | «Crystal Mountain»  | 5:07       |
| 8.    | «Misanthrope»       | 5:03       |
| 9.    | «Perennial Quest»   | 8:21       |
| 50:38 |                     |            |